# アイ・アイ・アイ
「アイ・アイ・アイ」は、1985年6月29日に発売されたチューリップの通算28枚目のシングル。

## 解説
メロディ先行で作った楽曲で「詞をはめるときにキラキラとした夏を歌にしたかった」「タイトルは愛が哀しみに出逢うという意味です」と、後年財津は語っている。
歌詞の中の「夏子」は、色々な名前を出した中で一番はまった名前で、かつア段の言葉を使いたかったため採用された。
なお、安部俊幸、姫野達也、伊藤薫の3人が参加した最後のシングルであり、これを最後に実質的に脱退した（正式な脱退は翌年）。
一方でジャケットは3万枚限定（オリコンチャートによると売上は1.6万枚）と銘打ったポスター型ジャケットで、1985年7月から10月までのポスターカレンダーが印刷され、歌詞カード面にはメンバー5人の個々の情報や、新アルバム及び秋からのツアー日程などが大々的に告知されている（ツアーには上記のメンバーは不参加）。
また、上記のメンバーと入れ替わりで加入することとなる松本淳がサポーティング新メンバーとして紹介されているなど、その後の活動について変化があることが触れられている。

## 収録曲
編曲：チューリップ
1. アイ・アイ・アイ
  - 作詞・作曲：財津和夫
2. サマーレイン・ラプソディー
  - 作詞：安部俊幸　作曲：姫野達也
  - チューリップとしてのライブ演奏はされていないが、その後、脱退組と風祭東によって結成されたオールウェイズでのライブ（ラジオでライブ演奏された際には、安部から「僕らの持ち歌です」と曲紹介された）や、姫野のソロライブで演奏されたことはある。
  - 2012年に発売されたアルバム「THE BEST SONGS OF ABE&HIMENO<安部俊幸・姫野達也作品集>」に収録された際、安部はこの曲の解説文に「夏雨狂想曲です。」の一言のみ寄稿していることなどから、発売当時チューリップの複雑な事情が見え隠れしている。

## クレジット
Produced by Fumie Kaneko (FUN HOUSE)
Engineered by Toshiyuki Iiizumi
Chief Manager　Hideo Seto (CRICKET)
Manager　Hiroshi Ichii (CRICKET)
Recorded at Studio TAKE ONE (TOKYO)
Studio SKY (TOKYO)
Promotion　Toshifumi Muto & His Super Staff (FUN HOUSE)
Shinko Music
Art Producer　Masatoshi Hirose (FUN HOUSE)
Photographer　Shusuke Matsuura
Designer　Yoshihisa Takahashi (Design House VIP)
Associate Art Director　Ayumi Nagata (FUN HOUSE)
Executive Producer　Masatoshi Hirose (FUN HOUSE)